# L'Œuvre

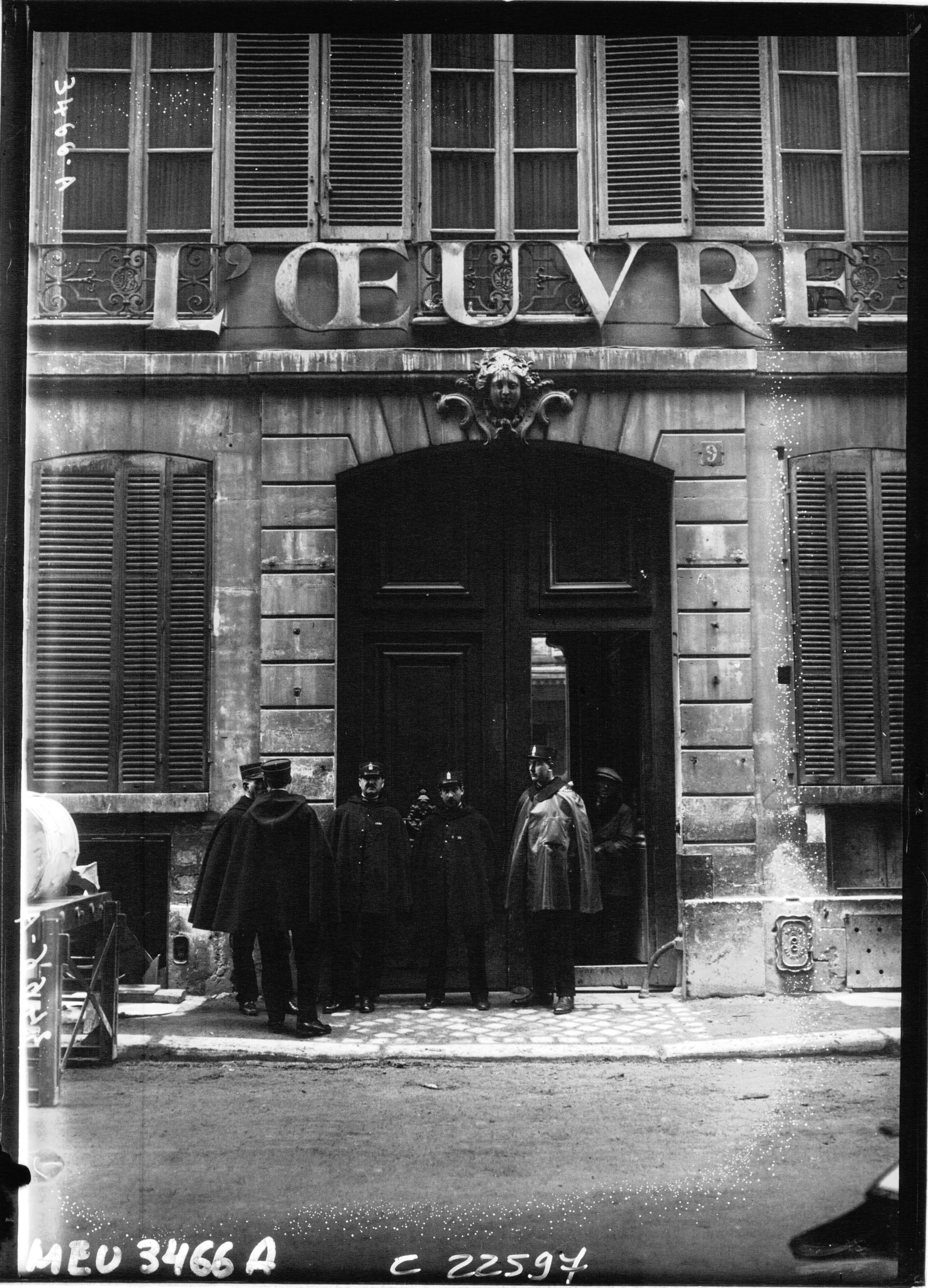
L'Œuvres redaktion i Paris, 1923.

L'Œuvre var en fransk dagstidning utgiven i Paris 1904–1944.
I politiskt avseende var den radikalsocialistisk med stark dragning mot socialismen. Bland dess medarbetare märktes Georges de La Fouchardière, som blev berömd för sina dagliga krönikor. Chefredaktör var Jean Piot och senare Robert de Jouvenel.